# Giro del Lussemburgo 2022
Il Giro del Lussemburgo 2022, ottantaseiesima edizione della corsa e valevole come trentanovesima prova dell'UCI ProSeries 2022 categoria 2.Pro, si svolse in 5 tappe dal 13 al 17 settembre 2022 su un percorso di 720,1 km, con partenza e arrivo a Lussemburgo, nell'omonimo Paese. La vittoria fu appannaggio del danese Mattias Skjelmose, il quale completò il percorso in 17h43'29", alla media di 40,623 km/h, precedendo i francesi Kévin Vauquelin e Valentin Madouas.
Sul traguardo del Città del Lussemburgo 101 ciclisti, su 113 partiti dalla medesima località, portarono a termine la competizione.

## Tappe
| Tappa  | Data         | Percorso                            | km    | Vincitore di tappa | Leader cl. generale |
| ------ | ------------ | ----------------------------------- | ----- | ------------------ | ------------------- |
| 1ª     | 13 settembre | Lussemburgo > Lussemburgo           | 163,8 | Valentin Madouas   | Valentin Madouas    |
| 2ª     | 14 settembre | Junglinster > Junglinster           | 163,4 | Matteo Trentin     | Valentin Madouas    |
| 3ª     | 15 settembre | Rosport > Diekirch                  | 188,4 | Aaron Gate         | Valentin Madouas    |
| 4ª     | 16 settembre | Remich > Remich (cron. individuale) | 26,1  | Mattias Skjelmose  | Mattias Skjelmose   |
| 5ª     | 17 settembre | Mersch > Lussemburgo                | 178,4 | Valentin Madouas   | Mattias Skjelmose   |
| Totale | Totale       | Totale                              | 720,1 |                    |                     |

## Squadre e corridori partecipanti
| N.    | Cod. | Squadra                     |
| ----- | ---- | --------------------------- |
| 1-7   | QST  | Quick-Step Alpha Vinyl Team |
| 11-17 | ACT  | AG2R Citroën Team           |
| 21-27 | COF  | Cofidis                     |
| 31-37 | GFC  | Groupama-FDJ                |
| 41-47 | TFS  | Trek-Segafredo              |
| 51-57 | UAD  | UAE Team Emirates           |
| 61-67 | ADC  | Alpecin-Deceuninck          |
| 71-77 | BBK  | B&B Hotels-KTM              |
| 81-87 | BWB  | Bingoal Pauwels Sauces WB   |
| 91-97 | BBH  | Burgos-BH                   |

| N.      | Cod. | Squadra                       |
| ------- | ---- | ----------------------------- |
| 101-107 | CJR  | Caja Rural-Seguros RGA        |
| 111-117 | EUS  | Euskaltel-Euskadi             |
| 121-127 | SVB  | Sport Vlaanderen-Baloise      |
| 131-137 | ARK  | Team Arkéa-Samsic             |
| 141-147 | UXT  | Uno-X Pro Cycling Team        |
| 151-157 | BEB  | Bolton Equities Black Spoke   |
| 161-167 | LPC  | Leopard Pro Cycling           |
| 171-177 | RIW  | Riwal Cycling Team            |
| 181-187 | GDM  | Geofco-Doltcini Materiel Velo |

## Dettagli delle tappe

### 1ª tappa
- 13 settembre: Lussemburgo > Lussemburgo – 163,8 km

Risultati
| Pos. | Corridore        | Squadra  | Tempo    |
| ---- | ---------------- | -------- | -------- |
| 1    | Valentin Madouas | Groupama | 4h00'25" |
| 2    | Sjoerd Bax       | Alpecin  | a 3"     |
| 3    | Clément Berthet  | AG2R     | a 7"     |

| Pos. | Corridore        | Squadra  | Tempo    |
| ---- | ---------------- | -------- | -------- |
| 1    | Valentin Madouas | Groupama | 4h00'15" |
| 2    | Sjoerd Bax       | Alpecin  | a 7"     |
| 3    | Clement Berthet  | AG2R     | a 13"    |

### 2ª tappa
- 14 settembre: Junglinster > Junglinster – 163,4 km

Risultati
| Pos. | Corridore        | Squadra    | Tempo    |
| ---- | ---------------- | ---------- | -------- |
| 1    | Matteo Trentin   | UAE        | 3h51'51" |
| 2    | Florian Sénéchal | Quick-Step | s.t.     |
| 3    | Davide Ballerini | Quick-Step | s.t.     |

| Pos. | Corridore        | Squadra  | Tempo    |
| ---- | ---------------- | -------- | -------- |
| 1    | Valentin Madouas | Groupama | 7h52'06" |
| 2    | Sjoerd Bax       | Alpecin  | a 7"     |
| 3    | Matteo Trentin   | UAE      | a 8"     |

### 3ª tappa
- 15 settembre: Rosport > Diekirch – 188,4 km

Risultati
| Pos. | Corridore        | Squadra     | Tempo    |
| ---- | ---------------- | ----------- | -------- |
| 1    | Aaron Gate       | Black Spoke | 4h40'58" |
| 2    | Benjamin Thomas  | Cofidis     | s.t.     |
| 3    | Davide Ballerini | Quick-Step  | s.t.     |

| Pos. | Corridore        | Squadra  | Tempo     |
| ---- | ---------------- | -------- | --------- |
| 1    | Valentin Madouas | Groupama | 12h33'04" |
| 2    | Sjoerd Bax       | Alpecin  | a 7"      |
| 3    | Matteo Trentin   | UAE      | a 8"      |

### 4ª tappa
- 16 settembre: Remich > Remich – Cronometro individuale – 26,1 km

Risultati
| Pos. | Corridore         | Squadra   | Tempo  |
| ---- | ----------------- | --------- | ------ |
| 1    | Mattias Skjelmose | Trek      | 34'05" |
| 2    | Kévin Vauquelin   | Arkéa     | a 3"   |
| 3    | Morten Hulgaard   | Uno-X Pro | a 13"  |

| Pos. | Corridore         | Squadra | Tempo     |
| ---- | ----------------- | ------- | --------- |
| 1    | Mattias Skjelmose | Trek    | 13h07'27" |
| 2    | Kévin Vauquelin   | Arkéa   | a 3"      |
| 3    | Sjoerd Bax        | Alpecin | a 14"     |

### 5ª tappa
- 17 settembre: Mersch > Lussemburgo – 178,4 km

Risultati
| Pos. | Corridore         | Squadra  | Tempo    |
| ---- | ----------------- | -------- | -------- |
| 1    | Valentin Madouas  | Groupama | 4h36'08" |
| 2    | Mattias Skjelmose | Trek     | s.t.     |
| 3    | Kévin Vauquelin   | Arkéa    | s.t.     |

| Pos. | Corridore         | Squadra  | Tempo     |
| ---- | ----------------- | -------- | --------- |
| 1    | Mattias Skjelmose | Trek     | 17h43'29" |
| 2    | Kévin Vauquelin   | Arkéa    | a 5"      |
| 3    | Valentin Madouas  | Groupama | a 17"     |

## Evoluzione delle classifiche
| Tappa              | Vincitore          | Classifica generale Maglia gialla | Classifica a punti Maglia blu | Classifica scalatori Maglia viola | Classifica giovani Maglia bianca | Classifica a squadre |
| ------------------ | ------------------ | --------------------------------- | ----------------------------- | --------------------------------- | -------------------------------- | -------------------- |
| 1ª                 | Valentin Madouas   | Valentin Madouas                  | Valentin Madouas              | Gil Gelders                       | Clément Berthet                  | Alpecin-Deceuninck   |
| 2ª                 | Matteo Trentin     | Valentin Madouas                  | Matteo Trentin                | Joel Nicolau                      | Bastien Tronchon                 | Alpecin-Deceuninck   |
| 3ª                 | Aaron Gate         | Valentin Madouas                  | Matteo Trentin                | Joel Nicolau                      | Mattias Skjelmose                | Alpecin-Deceuninck   |
| 4ª                 | Mattias Skjelmose  | Mattias Skjelmose                 | Matteo Trentin                | Joel Nicolau                      | Mattias Skjelmose                | Team Arkéa-Samsic    |
| 5ª                 | Valentin Madouas   | Mattias Skjelmose                 | Matteo Trentin                | Joel Nicolau                      | Mattias Skjelmose                | UAE Team Emirates    |
| Classifiche finali | Classifiche finali | Mattias Skjelmose                 | Matteo Trentin                | Joel Nicolau                      | Mattias Skjelmose                | UAE Team Emirates    |

Maglie indossate da altri ciclisti in caso di due o più maglie vinte
- Nella 2ª tappa Sjoerd Bax ha indossato la maglia blu al posto di Valentin Madouas.
- Nella 5ª tappa Kévin Vauquelin ha indossato la maglia bianca al posto di Mattias Skjelmose.